# Масерија Кастелучо (Казерта)
Масерија Кастелучо је насеље у Италији у округу Казерта, региону Кампанија.
Према процени из 2011. у насељу је живело 16 становника. Насеље се налази на надморској висини од 174 м.